# كريستيان شنايدر
كريستيان شنايدر (بالألمانية: Christian Schneider)‏ هو كيميائي ألماني، ولد في 19 نوفمبر 1887 في كولمباخ في ألمانيا، وتوفي في 5 مايو 1972 في Heidelberg-Ziegelhausen ‏ في ألمانيا.